# ExoMars
ExoMars (Exobiology on Mars) là một dự án sinh học vũ trụ hai phần để tìm kiếm bằng chứng về sự sống trên sao Hỏa, một nhiệm vụ chung của Cơ quan Vũ trụ châu Âu (ESA) và cơ quan không gian Nga Roscosmos. Phần đầu tiên của dự án, ra mắt vào năm 2016, đã đặt một nghiên cứu khí và vệ tinh truyền thông theo dõi quỹ đạo sao Hỏa và phát hành một tàu khu vực thử nghiệm cố định (bị rơi). Phần thứ hai được lên kế hoạch để khởi động vào năm 2020, và đưa xuống mặt đất một xe tự hành ExoMars trên bề mặt sao Hỏa, hỗ trợ một nhiệm vụ khoa học dự kiến sẽ kéo dài vào năm 2022 hoặc hơn thế nữa.
Mục tiêu của ExoMars là tìm kiếm các dấu hiệu của sự sống trong quá khứ trên sao Hỏa, nghiên cứu cách nước sao Hỏa và môi trường địa hóa thay đổi, điều tra khí theo dõi khí quyển và các nguồn của chúng, tạo tiền đề cho một nhiệm vụ mang mẫu thử quay trở lại Trái Đất. Nhiệm vụ này sẽ tìm kiếm các dấu hiệu sinh học cổ đại của đời sống sao Hỏa, sử dụng một số thiết bị trên phi thuyền để được gửi đến sao Hỏa trên hai lần phóng.
ExoMars Trace Gas Orbiter (TGO) và một tàu hạ cánh cố định tên là Schiaparelli đã được phóng vào ngày 14 tháng 3 năm 2016. TGO tiến vào quỹ đạo sao Hỏa vào ngày 19 tháng 10 năm 2016 và sẽ tiến hành lập bản đồ các nguồn mêtan và các loại khí có dấu vết khác có trong bầu khí quyển sao Hỏa có thể là bằng chứng cho hoạt động sinh học hoặc địa chất có thể có. TGO có bốn công cụ và cũng sẽ hoạt động như một vệ tinh chuyển tiếp truyền thông. Tàu hạ cánh thí nghiệm Schiaparelli tách ra khỏi TGO vào ngày 16 tháng 10 và được điều động hạ cánh xuống Meridiani Planum, nhưng nó đã bị rơi vỡ nát trên bề mặt sao Hỏa. Việc hạ cánh được thiết kế để thử nghiệm các công nghệ chủ chốt mới để phân phối an toàn nhiệm vụ xe tự hành năm 2020.
Vào năm 2020, một tàu đổ bộ được Roscosmos xây dựng (nền tảng bề mặt ExoMars 2020) là để cung cấp xe tự hành ExoMars Rover do ESA chế tạo để hạ cánh trên bề mặt sao Hỏa. Rover cũng sẽ bao gồm một số công cụ do Roscosmos thực hiện. Các hoạt động truyền thông và truyền thông thứ hai sẽ được dẫn dắt bởi Trung tâm điều khiển Rover của ALTEC ở Ý.